# 雅科夫萊韋
47°53′52″N 35°26′16″E / 47.89778°N 35.43778°E
雅科夫萊韋（烏克蘭語：Яковлеве）是位於烏克蘭東南部的村莊，由扎波羅熱州扎波羅熱区的馬特維伊夫卡市鎮負責管轄。該村始建於1890年，面積0.47平方公里，2001年人口146，人口密度每平方公里312.6人。